# Frederick Hulford
Frederick Henry Hulford (* 6. Februar 1883 in Ely, Cambridgeshire; † 23. Januar 1976 in London) war ein britischer Leichtathlet, der als Mittelstreckenläufer erfolgreich war.

## Leben
Frederick Hulfords internationale Karriere begann 1905, als er beim Cross der Nationen, dem Vorläufer der Crosslauf-Weltmeisterschaften teilnahm. Nach mehreren Erfolgen in Meilenrennen über verschiedene Distanzen zog er sich 1907 vom aktiven Sport zurück. 1912 wagte er ein Comeback und konnte sich für die Olympiamannschaft des Vereinigten Königreiches qualifizieren, die an den Olympischen Spielen in Stockholm teilnahm.
Im Wettbewerb über 800 Meter wurde er im Vorlauf Zweiter hinter dem späteren Gewinner der Bronzemedaille, Ira Davenport aus den USA. Seinen Halbfinallauf konnte er jedoch nicht beenden. Über 1500 Meter schied er in der ersten Runde aus.
Auch nach dem Ersten Weltkrieg blieb er der Leichtathletik treu. Zwar nahm er nicht mehr als Sportler teil, jedoch betätigte er sich bei Großveranstaltungen als Starter. In dieser Funktion war er bei den British Empire Games 1934 und bei den Olympischen Spielen 1948, beide in London abgehalten, tätig. Für die Olympischen Spiele 1952 in Helsinki und 1956 in Melbourne war er für die Ausbildung der Starter zuständig.